# 中城 (塔林)

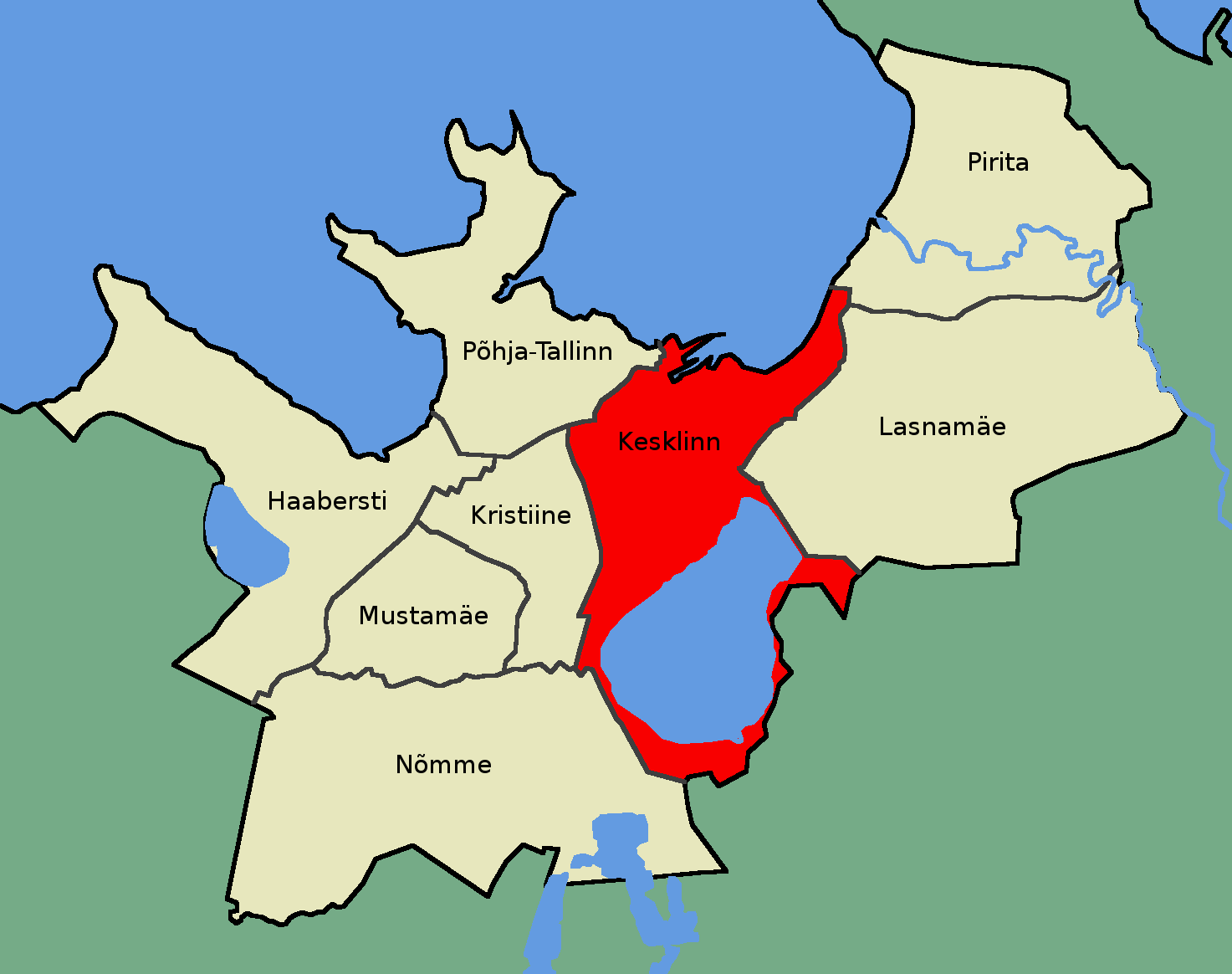
中城区在塔林的位置（红色部分）

中城是愛沙尼亞首都塔林下轄的八個市區之一。市中区面積30.6 km2（11.8 sq mi），2014年有人口57,731人。世界遺產塔林舊城的大部分地區位於該區。

## 外部連結
- 官方网站